# Tour d'Angola
Le Tour d'Angola est une course cycliste disputée en Angola, au sud-ouest de l'Afrique. Créée en 2015, cette compétition se déroule habituellement sur un parcours varié, qui comprend neuf ou dix étapes. Elle est organisée par la Fédération angolaise de cyclisme. 
La première édition commémore le quarantième anniversaire de l'indépendance du pays,. Elle est remportée par le local Igor Silva, multiple champion national d'Angola, devant son compatriote Dário António. Ce dernier gagne quant à lui les éditions 2023 et 2024.

## Palmarès
| Année     | Vainqueur     | Deuxième          | Troisième            |
| --------- | ------------- | ----------------- | -------------------- |
| 2015      | Igor Silva    | Dário António     | Grzegorz Kwiatkowski |
| 2016-2022 | Pas organisé  | Pas organisé      | Pas organisé         |
| 2023      | Dário António | Mário de Carvalho | Zeferino Epalanga    |
| 2024      | Dário António | Bruno Araújo      | Clément Javouhey     |